# Кийнень
Кийнень, Кийнені (рум. Câineni) — комуна у повіті Вилча в Румунії. До складу комуни входять такі села (дані про населення за 2002 рік):
- Греблешть (951 особа)
- Кийненій-Марі (802 особи)
- Кийненій-Міч (729 осіб) — адміністративний центр комуни
- Прілоадже (20 осіб)
- Риу-Вадулуй (54 особи)
- Робешть (217 осіб)

Комуна розташована на відстані 183 км на північний захід від Бухареста, 43 км на північ від Римніку-Вилчі, 136 км на північ від Крайови, 102 км на захід від Брашова.

## Населення
За даними перепису населення 2002 року у комуні проживали 2773 особи.
Національний склад населення комуни:
| Національність | Кількість осіб | Відсоток |
| -------------- | -------------- | -------- |
| румуни         | 2602           | 93,8%    |
| цигани         | 163            | 5,9%     |
| угорці         | 3              | 0,1%     |
| турки          | 3              | 0,1%     |
| німці          | 1              | < 0,1%   |

Рідною мовою назвали:
| Мова      | Кількість осіб | Відсоток |
| --------- | -------------- | -------- |
| румунська | 2603           | 93,9%    |
| циганська | 162            | 5,8%     |
| турецька  | 4              | 0,1%     |
| угорська  | 2              | 0,1%     |
| німецька  | 1              | < 0,1%   |

Склад населення комуни за віросповіданням:
| Релігія        | Кількість осіб | Відсоток |
| -------------- | -------------- | -------- |
| православні    | 2767           | 99,8%    |
| мусульмани     | 4              | 0,1%     |
| римо-католики  | 1              | < 0,1%   |
| греко-католики | 1              | < 0,1%   |

## Зовнішні посилання
- Дані про комуну Кийнень на сайті Ghidul Primăriilor [Архівовано 2 Грудня 2012 у Wayback Machine.]